# Karl Ludwig Grünne
Karl Ludwig hrabě Grünne (německy Karl/Carl Ludwig Graf Grünne von Pinchard; 25. srpna 1808 Vídeň – 15. června 1884 Baden u Vídně) byl rakouský generál, politik a dvořan. Jako císařský generální pobočník patřil k nejvlivnějším osobnostem prvního desetiletí vlády Františka Josefa (1848–1859). Z důležitých funkcí byl odvolán po prohrané válce v Itálii v roce 1859, formálně si ale uchoval vysoké hodnosti u dvora do roku 1875.

## Životopis

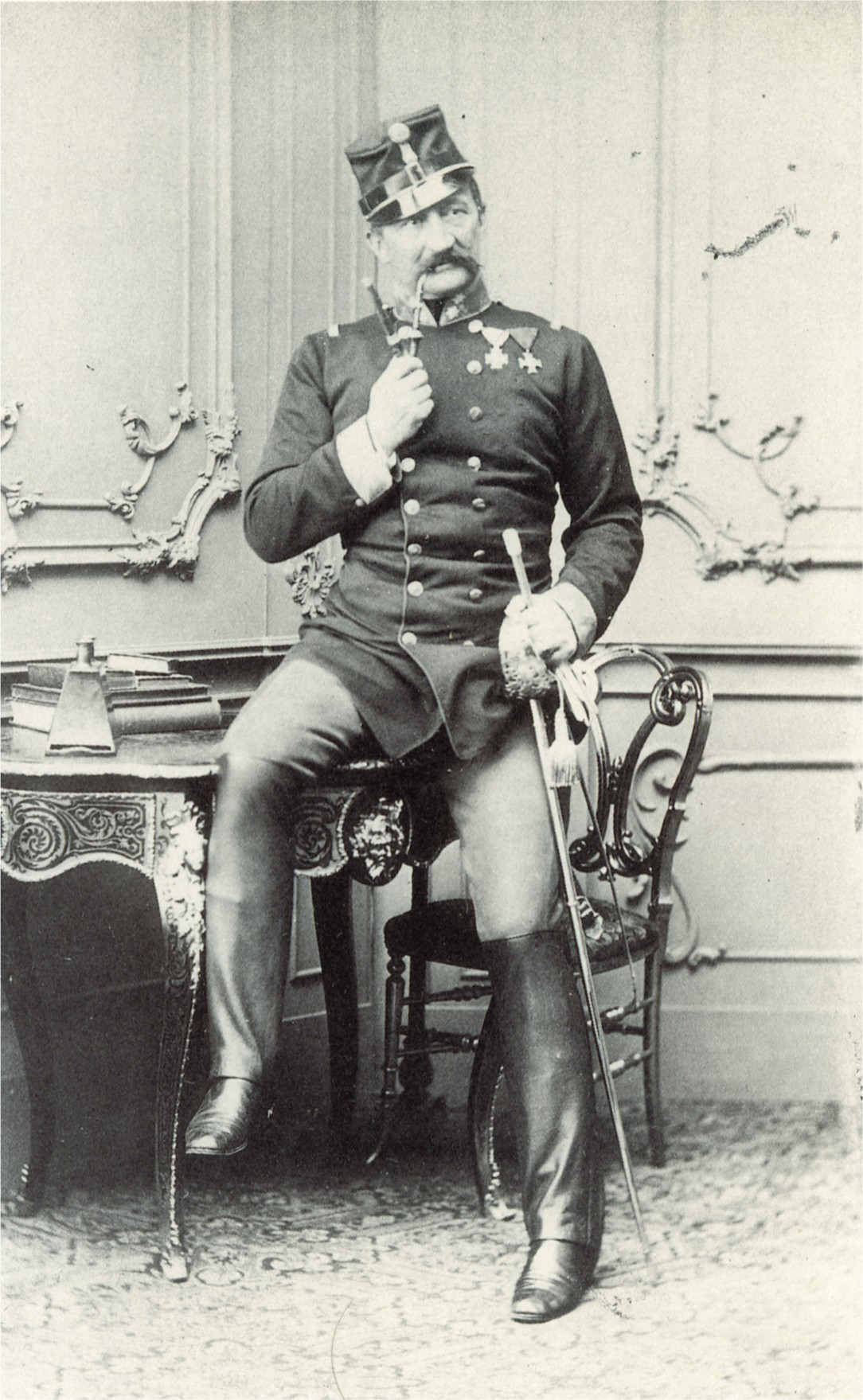
Karl Ludwig Grünne

Pocházel ze šlechtické rodiny nizozemského původu, předkové od 18. století působili ve službách Habsburků. Narodil se jako jediný syn generála jízdy a vojenského spisovatele hraběte Philippa Ferdinanda Grünna (1762–1854), vojenská služba byla v rodině tradiční. V devatenácti letech vstoupil do armády a již v roce 1828 byl podporučíkem a o rok později byl povýšen na nadporučíka u 26. pěšího pluku. Nadále rychle postupoval v hodnostech, v roce 1830 byl rytmistrem u 4. hulánského pluku v Aradu. V roce 1838 byl povýšen na majora a několil let strávil u 5. hulánského pluku v Žatci. V roce 1842 byl jmenován podplukovníkem a již o rok později dosáhl hodnosti plukovníka. V té době byl přidělen jako osobní komorník ke dvoru arcivévody Štěpána, který byl v té době místodržitelem v Čechách a Grünne s ním pobýval v Praze. Formálně byl tehdy příslušný k 2. hulánskému pluku. v letech 1847–1848 byl nejvyšším hofmistrem arcivévody Štěpána. Jako oblíbenec arcivévodkyně Žofie byl v srpnu 1848 jmenován nejvyšším hofmistrem arcivévody Františka Josefa, který se v prosinci téhož roku stal císařem. Z postu nejvyššího hofmistra přešel Grünne do funkce nejvyššího štolby (1849–1875), mezitím byl v roce 1848 povýšen na generálmajora. Od prosince 1848 byl císařovým generálním pobočníkem a od roku 1850 také ředitelem císařovy vojenské kanceláře, v roce 1850 byl povýšen na c. k. polního podmaršála. V padesátých letech měl z titulu svých funkcí značný vliv na veřejné záležitosti, především v oblasti armády. Vystupoval jako stoupenec absolutismu a odpůrce vojenských reforem, jako císařův generální pobočník byl v letech 1857–1859 též členem vlády.
Po neúspěchu války se Sardinií v roce 1859 se veřejné mínění obrátilo proti Grünnovi, který byl viněn z personálního pochybení v prosazení nepřílíš schopného generála Gyulaie na post vrchního velitele. Prohraná válka v Itálii znamenala pro Rakousko ztrátu Lombardie a v konečném důsledku také pád Bachova absolutismu. Grünne byl odvolán z důležitých funkcí a byla mu ponechána jen čestná hodnost císařského nejvyššího štolby, souběžně zastával také čestný post kapitána jedné z císařských gard. Od té doby žil víceméně v ústraní, v armádě nicméně ještě v roce 1864 dosáhl hodnosti generála jezdectva. K datu 3. listopadu 1875 byl v armádě penzionován, současně odešel z funkce císařského nejvyššího štolby.
Zemřel v Badenu u Vídně a pohřben byl v rodinné hrobce v Dobersbergu.

## Tituly a ocenění
V roce 1831 byl jmenován c. k. komořím a jako hofmistr arcivévody Štěpána obdržel v roce 1847 titul c. k. tajného rady s nárokem na oslovení Excelence. Během služby v armádě a u dvora se stal nositelem nejvyšších rakouských vyznamenání, řadu ocenění získal také od zahraničních panovníků. Od roku 1865 byl čestným majitelem hulánského pluku č. 1 dislokovaného ve Lvově. Krátce před smrtí byl v roce 1883 jmenován doživotním členem rakouské Panské sněmovny. 

### Rakousko-Uhersko
- Řád zlatého rouna (1865)[18]
- velkokříž Královského uherského řádu svatého Štěpána (1859)
- velkokříž Leopoldova řádu (1853)
- Vojenský záslužný kříž s válečnou dekorací (1849)

### Zahraničí
- rytířský kříž Řádu svatého Alexandra Něvského (Rusko)
- Řád svaté Anny I. třídy (Rusko)
- Řád bílého orla I. třídy (Rusko)
- Řád sv. Stanislava II. třídy (Rusko)
- velkokříž Řádu růže (Brazílie
- velkokříž Řádu čestné legie (Francie)
- Řád červené orlice I. třídy (Prusko)
- Řád Medžidie I. třídy (Osmanská říše)
- Řád lva a slunce I. třídy (Persie)
- velkokříž Řádu Guelfů (Hannoversko)
- Řád svatého Januaria (Království Obojí Sicílie)
- Konstantinův řád svatého Jiří (Království Obojí Sicílie)
- velkokříž Řádu svatého Řehoře Velikého (Papežský stát)
- velkokříž Řádu svatého Josefa (Toskánsko)
- velkokříž Řádu Spasitele (Řecko)
- velkokříž Řádu meče (Švédsko)
- velkokříž Leopoldova řádu (Belgie)
- velkokříž Řádu Adolfa Nasavského (Lucembursko)
- velkokříž Řádu württemberské koruny (Württembersko)
- Vévodský sasko-ernestinský domácí řád (Sasko)
- Řád zähringenského lva (Bádensko)
- Domácí a záslužný řád vévody Petra Fridricha Ludvíka (Oldenbursko)
- Domácí řád Albrechta Medvěda (Anhaltsko)

## Rodina

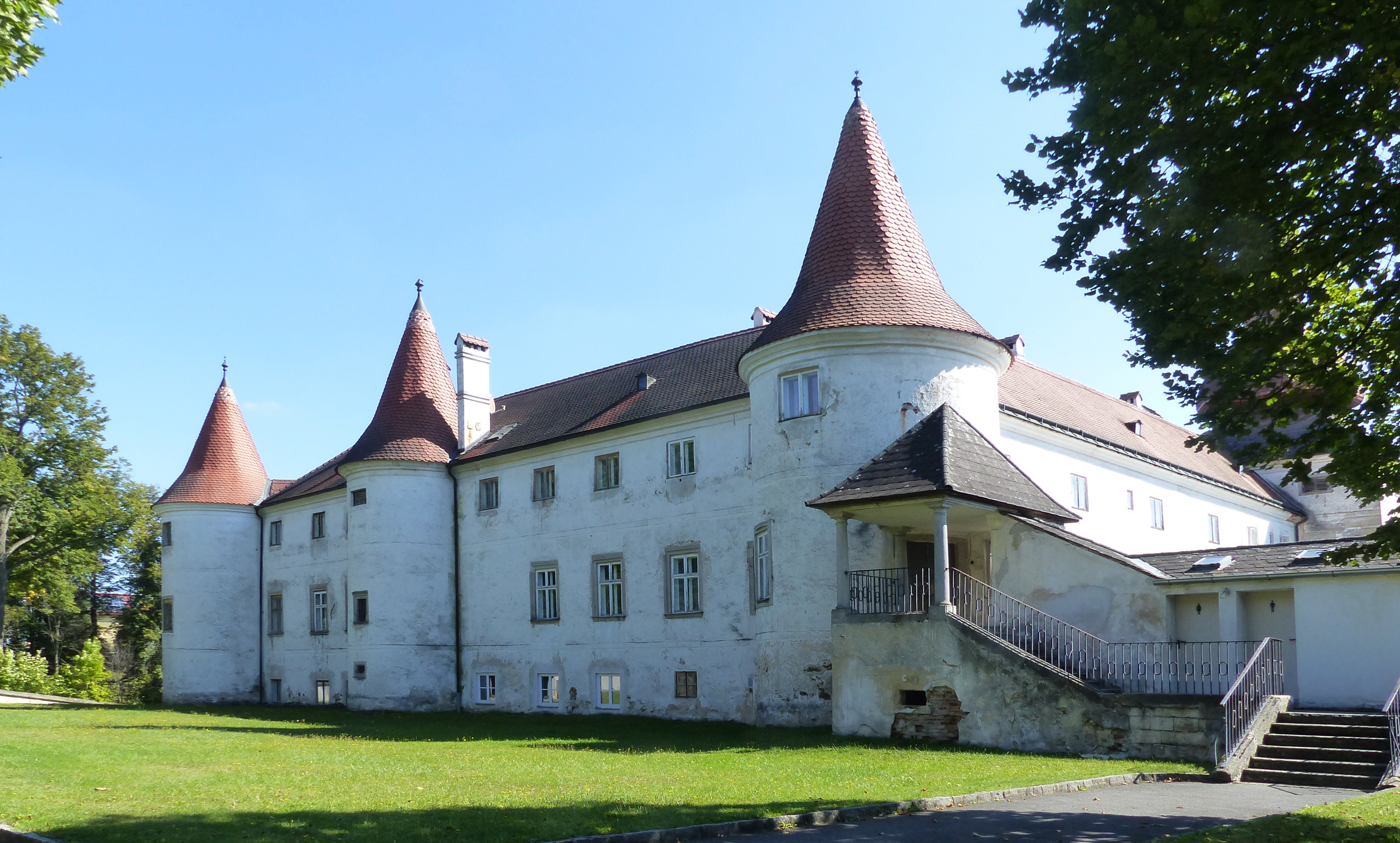
Zámek Dobersberg v Dolním Rakousku, sídlo rodu Grünne od roku 1802

Po otci byl majitelem velkostatků Dobersberg a Peigarten v Dolním Rakousku poblíž hranic s jižními Čechami. K velkostatkům patřilo 1 895 hektarů půdy a po úmrtí Karla Grünna byla v pozůstalostním řízení jejich hodnota vyčíslena na 884.000 korun.
Dne 16. května 1831 se ve Vídni oženil s Karolínou Trauttmansdorffovou (29. února 1808 Vídeň – 19. března 1886 Baden u Vídně), c. k. palácovou dámou, dcerou nejvyššího štolby knížete Jana Nepomuka Trauttmansdorffa (1780–1834) a jeho manželky Alžběty Marie Filipíny z Fürstenbergu (1784–1865). Měli spolu šest dětí:
- 1. Karolína (5. července 1832 Vídeň – 21. března 1911 Graz), c. k. palácová dáma, dáma Řádu hvězdového kříže, manžel 1852 Kálmán (Koloman) hrabě Széchenyi (6. října 1824 Šoproň – 17. ledna 1914 Šoproň), c. k. tajný rada
- 2. Filip (4. listopadu 1833 Vídeň – 25. března 1902 Dobersberg), c. k. polní zbrojmistr, velitel v Praze 1889–1899, manželka 1878 Klotylda Johanna Thun-Hohenstein (5. ledna 1854 Praha – 16. září 1934 Dobersberg)
- 3. Marie Anna (Marianne) (1835 Vídeň – 23. srpna 1906 Altmünster), c. k. palácová dáma, dáma Řádu hvězdového kříže, manžel 1862 László (Ladislaus) hrabě Szapáry (22. listopadu 1831 Pešť – 28. září 1883 Prešpurk (Bratislava)), c. k. polní podmaršál
- 4. Ferdinand (1836–1866), c. k. major (padl v bitvě u Hradce Králové)
- 5. Rudolf Ferdinand (19. září 1838 Vídeň – 4. ledna 1915 Vídeň), c. k. komoří, plukovník
- 6. Terezie (1. srpna 1840 Žatec – 17. března 1911 Štýrský Hradec (Graz)), manžel 1864 Humbert hrabě Černín z Chudenic (15. ledna 1827 Vídeň – 30. listopadu 1910 Štýrský Hradec), c. k. komoří